# Goodnight Lovers
«Goodnight Lovers» — четвертий і останній сингл британської групи Depeche Mode з їх десятого студійного альбому Exciter, і 40-й в дискографії групи. Вийшов 11 лютого 2002 у Великій Британії на CD, є також європейські видання на чорному і червоному (обмежений випуск) вінілі. У США не видавався.

## Про сингл
«Goodnight Lovers» — пісня з розряду колискових, її вибір для випуску як синглу здивував багатьох шанувальників, які чекали скоріше «The Dead of Night» або «The Sweetest Condition». Також було дивно те, що пісня не виконувалася під час туру на підтримку альбому Exciter. Це була перша пісня з часів «Little 15», яка не виконувалася під час туру на підтримку альбому, в трек-лист якого входила. Однак, «Goodnight Lovers» виявилася у сет-листі першої половини туру на підтримку альбому Playing the Angel, що проходив у 2005-2006 роках. На синглі пісня представлена в тій же версії, що і в альбомі.
У британський сингл-чарт пісня не потрапила через те, що на релізі знаходилося чотири треки, в той час, як в синглах, що містять більш ніж одну оригінальну пісню правилами допускалася наявність не більше трьох треків. Як бі-сайди були випущені акустична версія пісні «When the Body Speaks», ремікс «The Dead of Night» і ремікс самої «Goodnight Lovers».